# Kostel svatého Michaela archanděla (Bulovka)
Kostel svatého Michaela archanděla (někdy též kostel svatého Archanděla Michaela) je sakrální stavba na severu České republiky ve Frýdlantském výběžku, jenž je součástí Libereckého kraje.

## Historie
První písemná zmínka o kostele je z roku 1381, kdy je ve frýdlantském urbáři zmiňován i farář, který ve zdejším kostele působil. Od roku 1624 byl kostel spravován excurrendo z Frýdlantu a od roku 1683 filiálně patřil k farnosti ve Vsi. Od roku 1741 je opět samostatnou farností. O patrociniu kostela archandělu Michaelovi existuje doklad z roku 1665 ve farářské relaci Melchiora Riesnera.
Původní kostel v gotickém stylu byl vystavěn pravděpodobně se založením vesnice pravděpodobně ve druhé polovině 13. století. Kostel měl dřevěnou věž, na kterou byly roku 1662 osazeny hodiny. Tato věž byla roku 1703 nahrazena věží kamennou. Protože počet věřících vzrůstal, přestával prostor kostela vyhovovat a začala se počátkem 18. století zvažovat výstavba kostela nového, tentokrát v barokním slohu. Se stavbou samotnou se započalo roku 1721 (jejím autorem podle Olgy Novosadové mohl být pražský stavitel J. Schödel) a již následujícího roku došlo v kostele k instalaci nových varhan postavených slezským varhanářem Johannem Christophem Maywaldem. Do roku 1728 se postavila nová cihlová věž, opraven strop a obvodové zdi kostela. K úpravám kostela docházelo i v dalších letech (1744–1747, 1796, 1808, 1858, 1867 a 1892). V roce 1839 byl v kostele instalován nový oltář. O padesát let později došlo k instalaci nových varhan a započala také oprava kostela, během níž se na oltář umístil nový obraz zhotovený malířem Augustem Müllerem, který tak nahradil starší Quaisserovo dílo. Roku 1893 postihla kraj větrná smršť, jež měla za následek poškození věžní makovice. Ta proto musela být opravena. Na konci dvacátých let 20. století (roku 1929) došlo k elektrifikaci kostela.
Objekt kostela včetně márnice i přilehlé fary je nemovitou kulturní památkou České republiky.

### Varhany
V kostele se nacházejí varhany, které roku 1724 za 900 zlatých vybudoval varhanář Christian Maywald. Dle zpráv, které jsou datovány k roku 1741, měl nástroj dvanáct rejstříků. K roku 1830 jsou evidovány jednomanuálové varhany se čtyřstopým rejstříkem principal. V roce 1889 postavil do kostela nový varhanní nástroj se čtrnácti rejstříky varhanář Emanuel Štěpán Petr, narozený v Opočně, ale působící převážně v Praze.